# 8246 Kotov
8246 Kotov este un asteroid din centura principală de asteroizi.

## Descriere
8246 Kotov este un asteroid din centura principală de asteroizi. A fost descoperit pe 20 august 1979 la Observatorul de Astrofizică din Crimeea de Nikolai Cernîh. El prezintă o orbită caracterizată de o semiaxă mare de 2,27 ua, o excentricitate de 0,16 și o înclinație de 2,6° în raport cu ecliptica.